# Zevergem
Zevergem is een dorp in de Belgische provincie Oost-Vlaanderen en een deelgemeente van Nazareth-De Pinte, het was een zelfstandige gemeente tot aan de gemeentelijke herindeling van 1977. Het dorp ligt aan de Schelde.

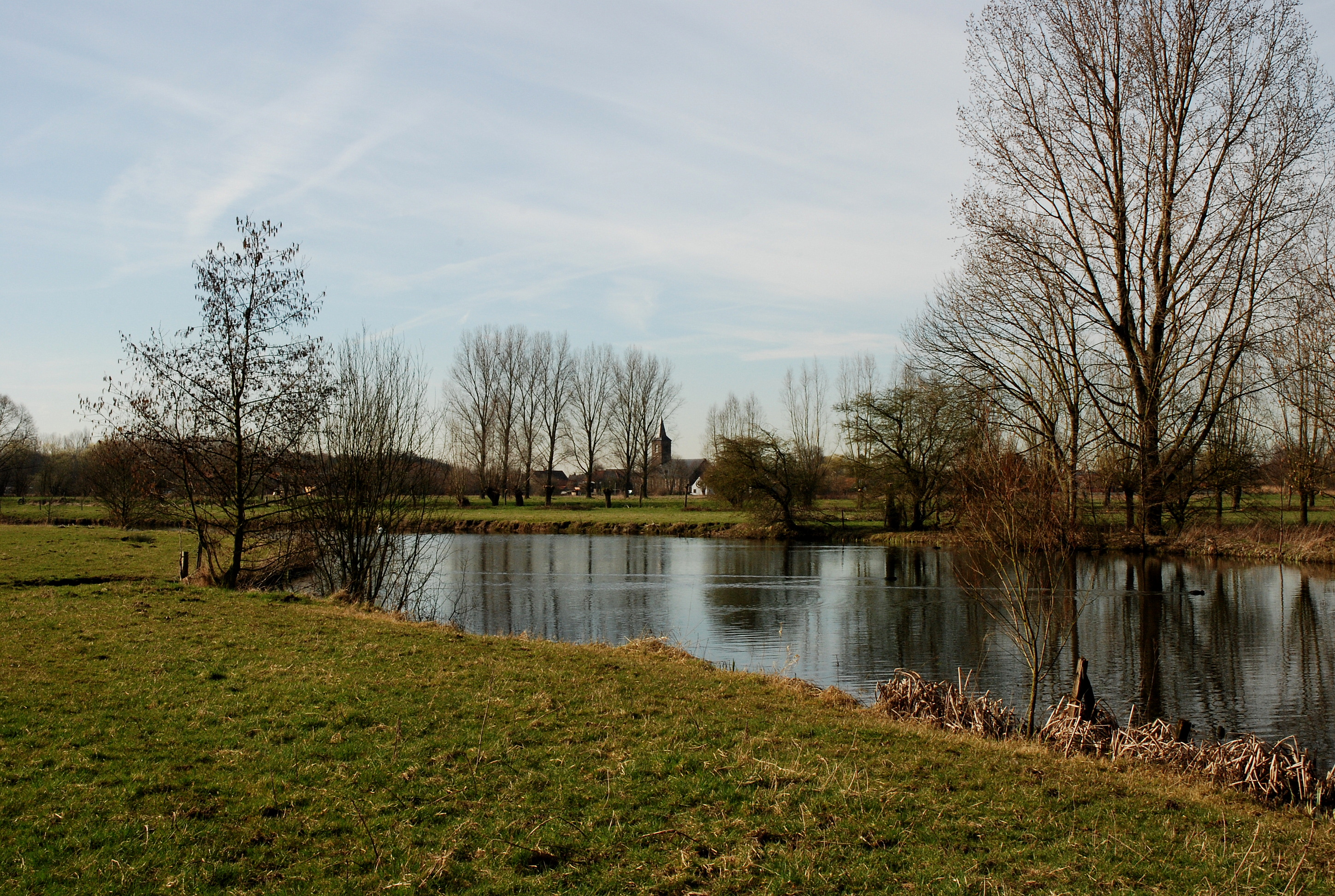
Zicht op Zevergem

## Geschiedenis
Zevergem is een van de oudste zogenaamde oeverdorpen van het Scheldeveld. De oudste vermelding van het dorp dateert van 964, toen nog als Sewaringhem, een naam die is afgeleid van Saiwiwaringa heim (woning van de lieden van Saiwirwar).
De dorpsheerlijkheid behoorde in de 12de eeuw aan de familie van Severghem. In 1232 werd ze door Rodolf van Rode geschonken aan de Gentse Sint-Pietersabdij in ruil voor goederen in Munte en Balegem. De belangrijkste heerlijkheid was echter deze van Welden, afhankelijk van het leenhof van de Oudburg te Gent, met uitgestrekte gronden of "velden" ten zuiden en westen van het dorp en over de Schelde te Vurste en Semmerzake. In 1716 werd "Welden" onder Fr. F.H. Volckaert tot graafschap verheven. Het Kasteel van Welden met omringend park en dreven bleef tot op heden bewaard. Ook de heerlijkheid 's Graven Hazele met zetel te Deurle, afhankelijk van de graaf van Vlaanderen, bezat onder meer het thans verdwenen zogenaamd "Goed te Steenbrugge" in de noordwesthoek van de gemeente. Verder bleven verschillende lenen met omwalde pachthoven bewaard.
Bestuurlijk-fiscaal ressorteerde Zevergem onder de kasselrij van de Oudburg te Gent. Kerkelijk behoorde het tot 1559 tot het bisdom Doornik, nadien tot het bisdom Gent. Het patronaat kwam toe aan de Gentse Sint-Pietersabdij.
Het landelijke dorpscentrum bleef behouden evenals de oude 'dries' met verschillende als dorpsgezicht beschermde omwalde hoeven bij de oude Scheldebocht 'Blijpoel'. De verschillende Scheldemeanders, afgesneden door rechttrekkingen van de rivier in de 19de en 20ste eeuw bleven bewaard als visvijvers, evenals enkele ondergelopen kleiwinningsputten van de vroegere steenbakkerijen. Dit vrij gaaf bewaarde rivierlandschap met ecologisch merkwaardige biotopen is als landschap beschermd.

## Demografische ontwikkeling
- Bronnen:NIS, Opm:1831 tot en met 1970=volkstellingen; 1976 = inwoneraantal op 31 december

## Bezienswaardigheden
- De Onze-Lieve-Vrouwekerk.
- Bij de poort van de kerkmuur staan een schandpaal en een roepsteen van waarop de veldwachter vroeger zijn boodschappen verkondigde.
- De pastorij uit 1765: een combinatie van classicisme en rococo.
- Het Kasteel van Boeregem aan de Boeregemstraat
- Het Kasteel Scheldevelde
- Het Kasteel Hemelrijk aan het Mieregoed
- Het Kasteel van Welden
- De duiventoren aan het Scheldehout
- De boerderij aan de Weldendreef waarin de oude vierschaar zetelde. Boven de ingang staat de tekst Siet Niemand An Gheeft Elck Het Syne.

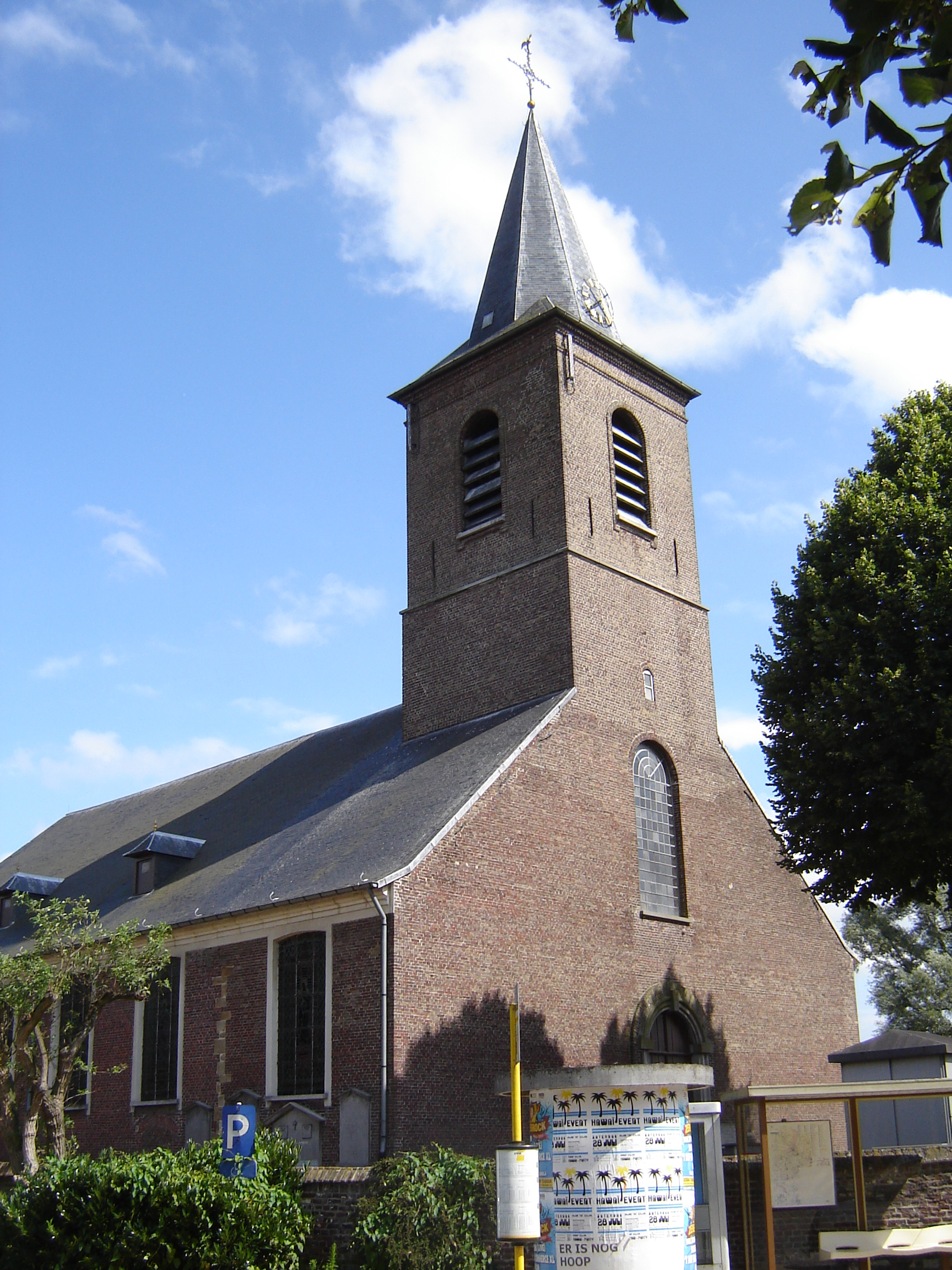
Onze-Lieve-Vrouwekerk
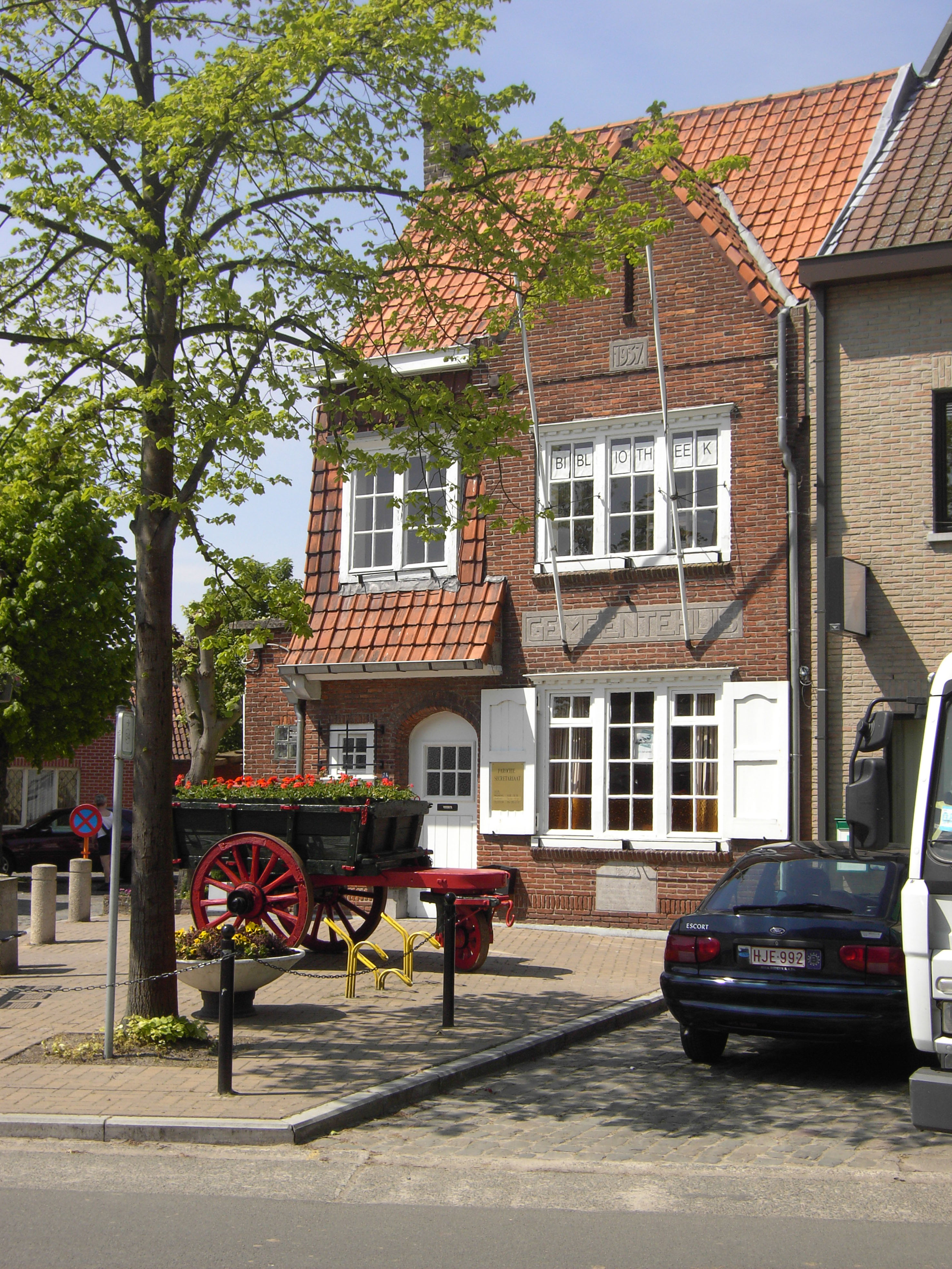
Voormalige gemeentehuis
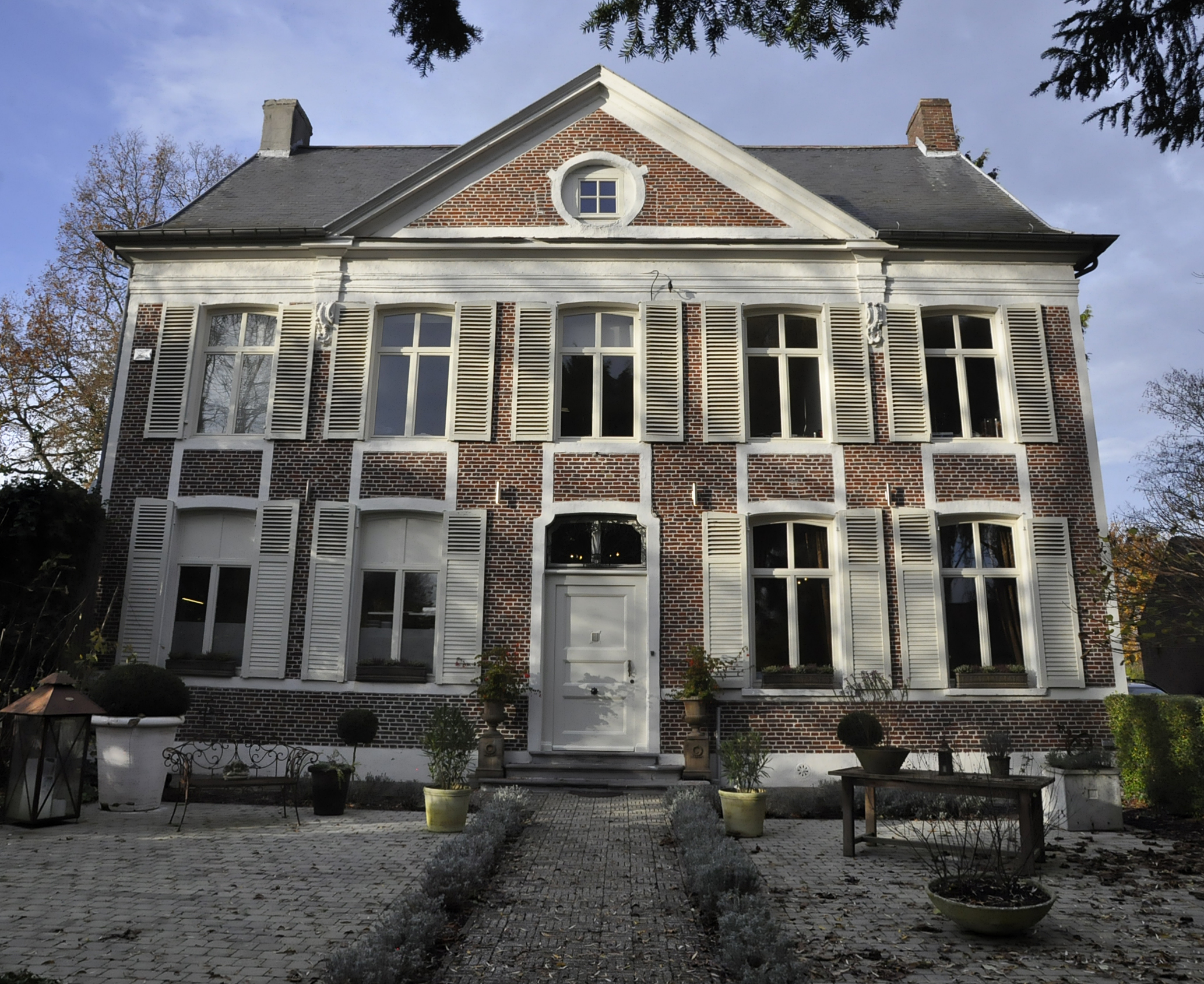
Voormalige pastorij
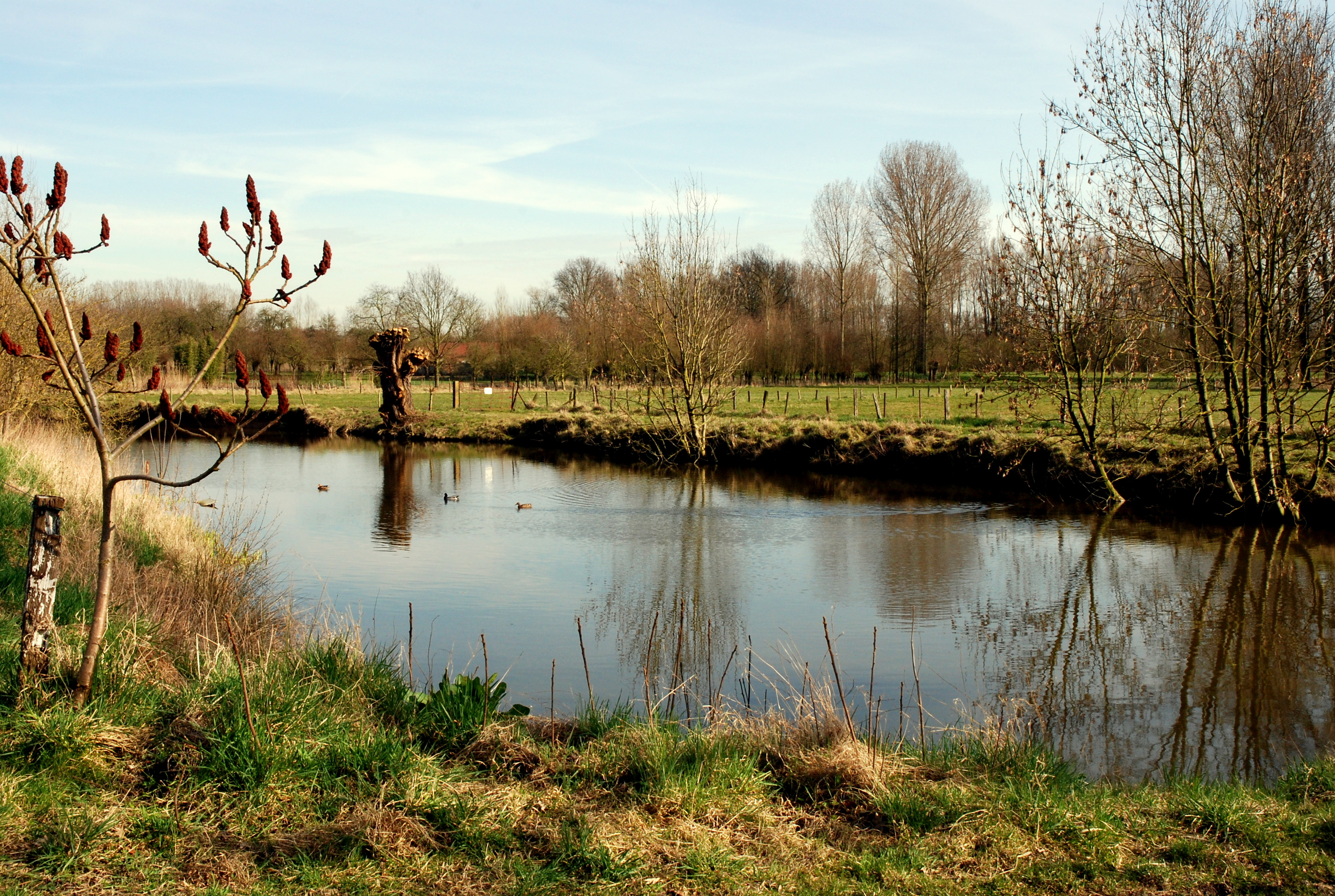
Het Doornhammeke in de Zevergemse Scheldemeersen
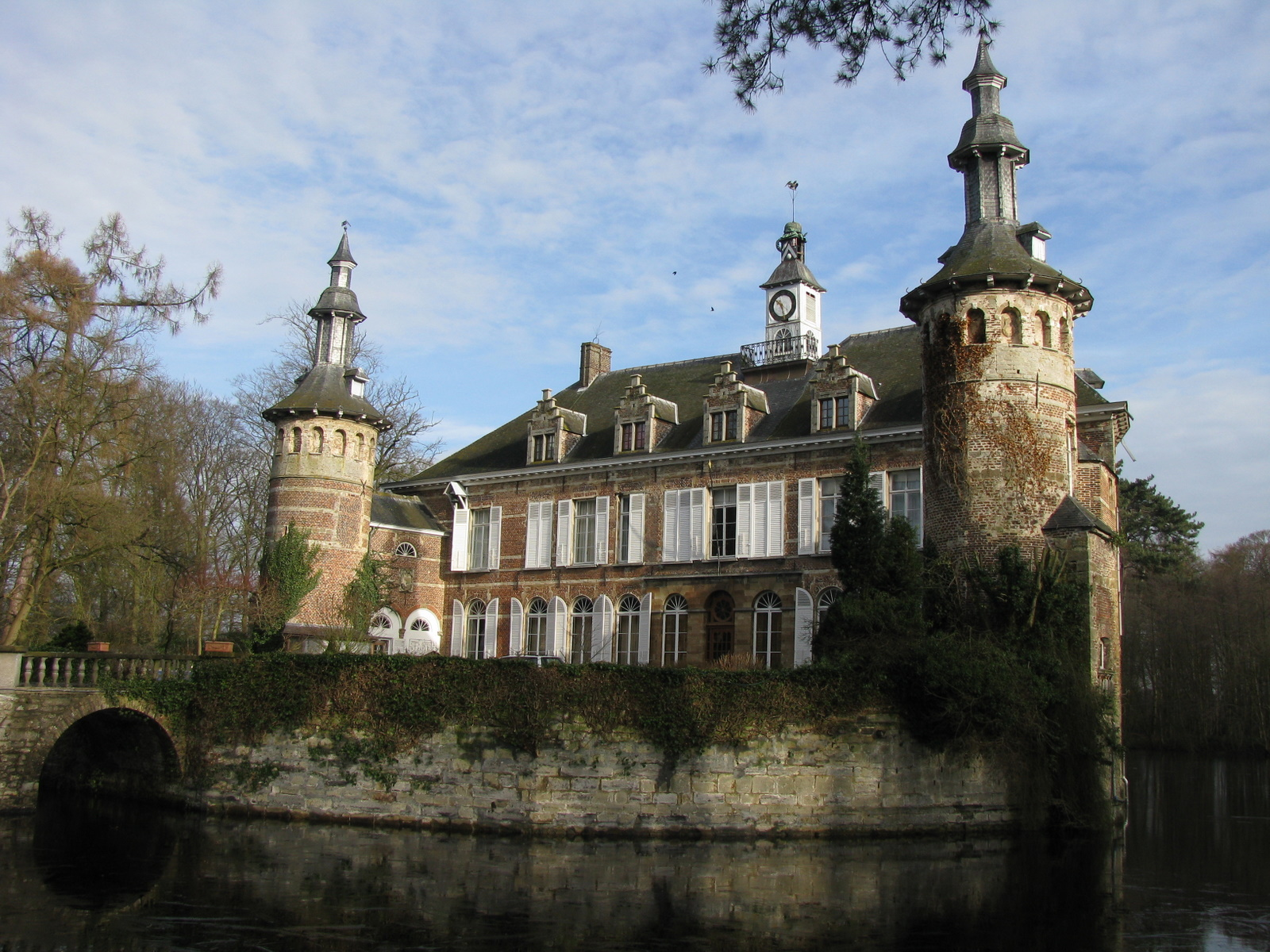
Kasteel van Welden
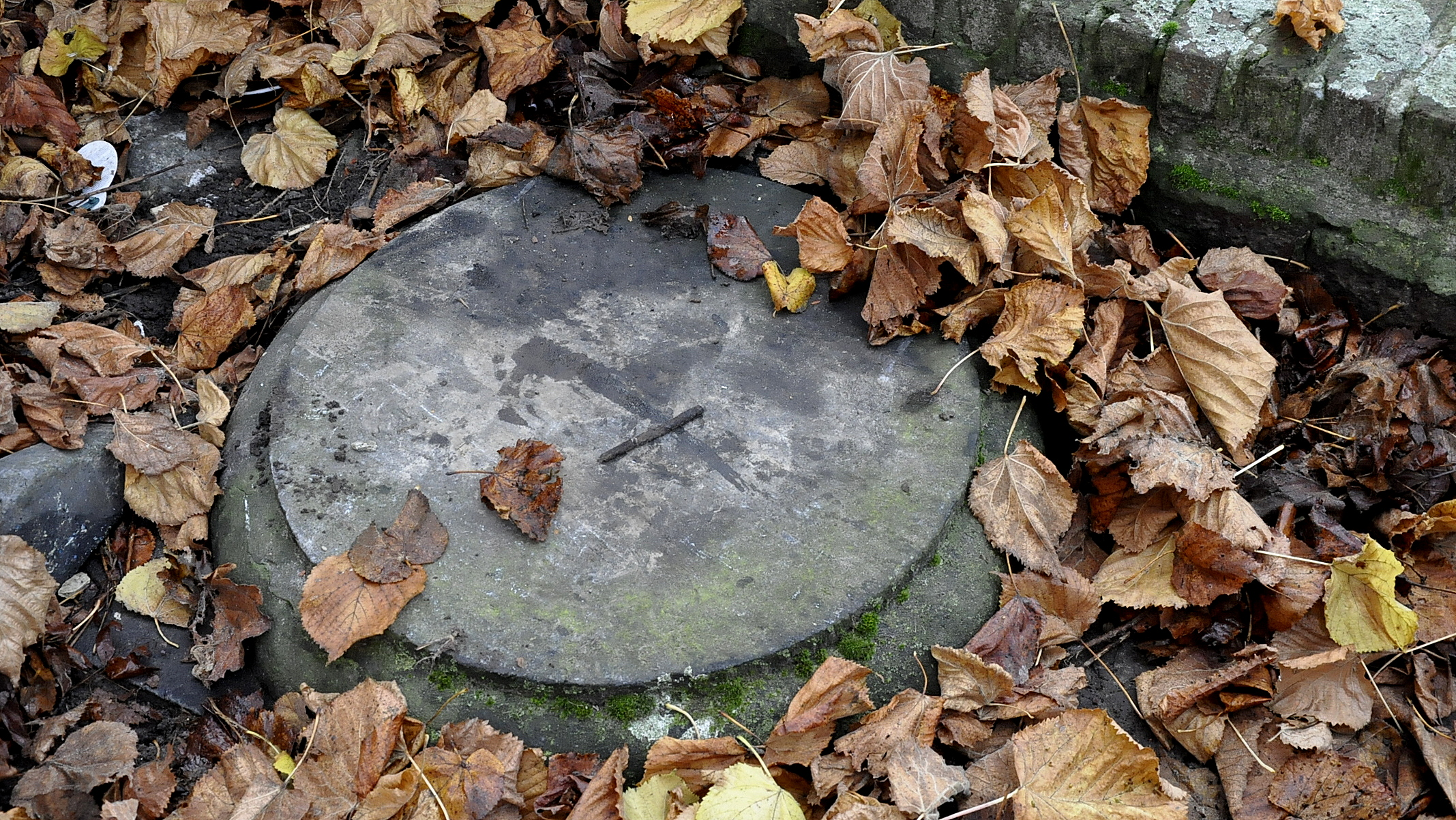
De roepsteen
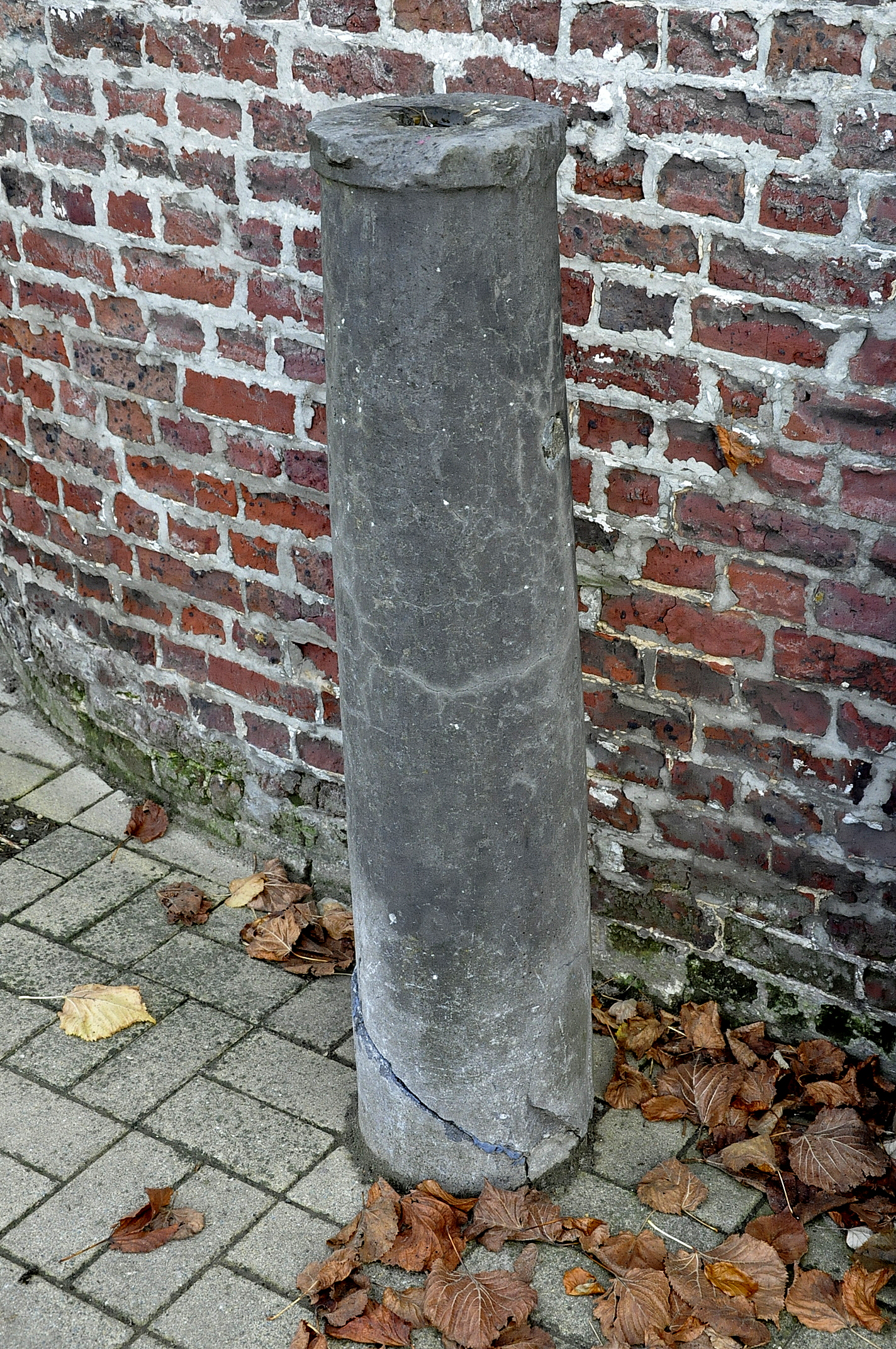
De schandpaal
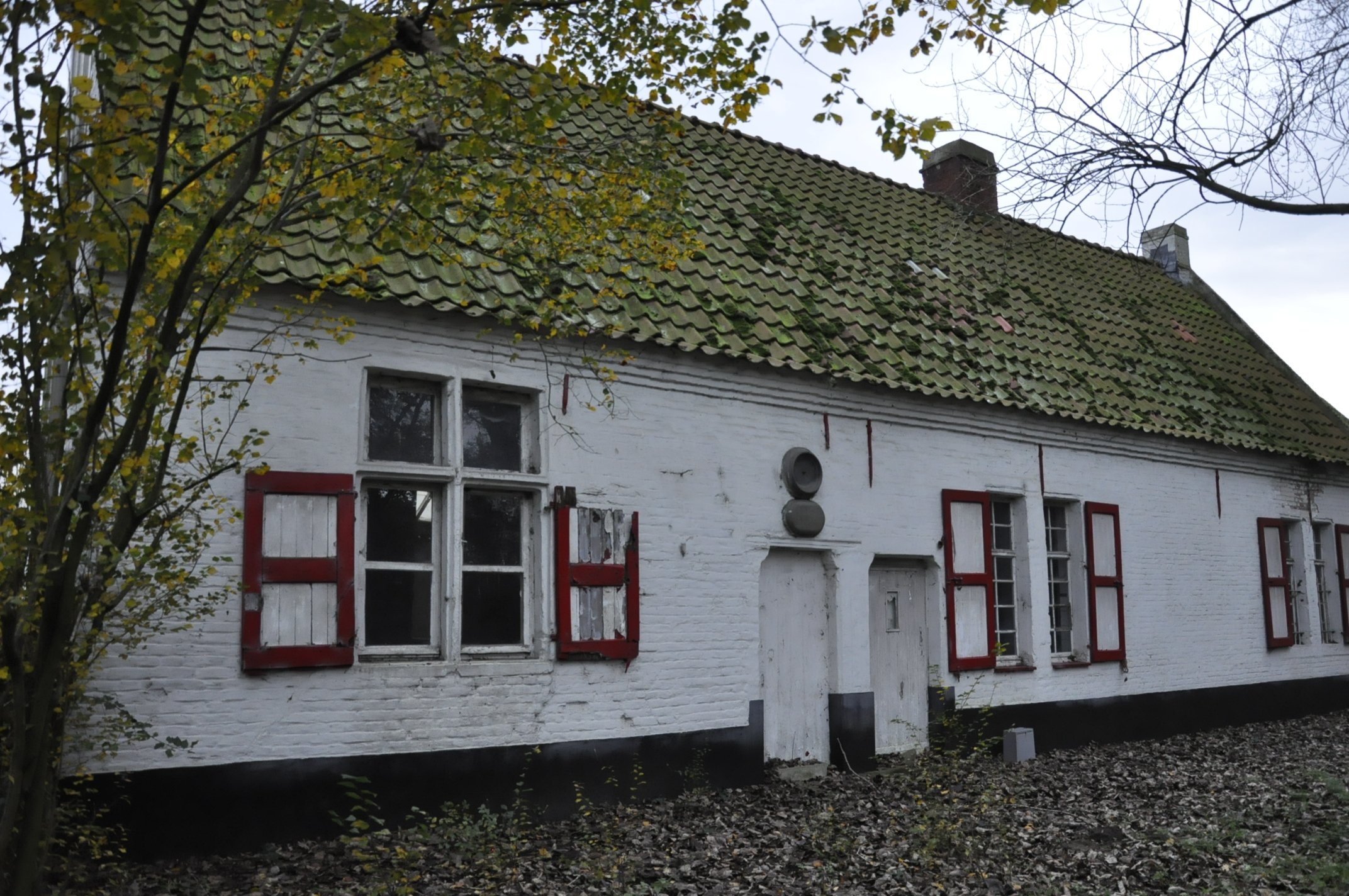
De hoeve waar de vierschaar zetelde

## Natuur en landschap
Zevergem ligt aan de Schelde op een hoogte van 8-9 meter. Enkele afgesneden meanders zoals de Oude Schelde, zijn natuurgebieden. Langs de gekanaliseerde Schelde loopt een fietspad.
De Zevergemse Scheldemeersen met oude Schelde-armen, zoals het Doornhammeke, zijn thans waardevolle natuurgebieden en broedplaatsen voor allerlei vogels. Verdwenen zijn de steenbakkerijen die de Scheldesteen produceerden, alleen de achtergebleven kleiputten en waterpartijen getuigen nog van dit verleden.

## Evenementen
Elk jaar wordt in Zevergem Zeverrock georganiseerd, een van de grootste muziekfestivals in Oost-Vlaanderen.

## Politiek
Zevergem had als gemeente haar eigen bestuur tot de gemeente in 1977 fusioneerde met De Pinte.

## Sport
Voetbalclub VC Zevergem Sportief is aangesloten bij de KBVB.

## Trivia
- Een bijnaam van de inwoners is tsuurkenszuipers (tsuurkens zijn halve pintjes).[2]

## Nabijgelegen kernen
De Pinte, Eke, Zwijnaarde